# Norops microlepis
Norops microlepis är en ödleart som beskrevs av  Álvarez Del TORO och SMITH 1956. Norops microlepis ingår i släktet Norops och familjen Polychrotidae. Inga underarter finns listade i Catalogue of Life.